# 金子みひろ
金子 みひろ（かねこ みひろ、1982年5月19日 - ）は、日本の女優。m-voice所属。2005年から2010年まで「みひろ」名義でAV女優として活動。AV女優引退以降は女優、タレント、歌手、YouTuberとして活動。2021年5月に女優としての名義を現芸名に改名。新潟県出身。

## 来歴
2002年に、ヘアヌード写真集『夢』でデビュー。デビュー後は、主にお菓子系アイドルとして活躍。芸名の「みひろ」は本名の「ひろみ」をもじったもの。

2004年にヌードモデルのみの活動を「中途半端」と言われたことをきっかけにAVデビューを決意。2005年1月に、AVデビュー。アリスJAPAN（ジャパンホームビデオ）とマックス・エーの2社専属で24本の契約を結ぶ。また、2004年10月20日にシングル「ヒマワリ」で歌手としてもデビューし、AVデビュー後もお菓子系雑誌には継続して登場していた。2005年12月16日・23日放送の『ゴッドタン』（テレビ東京）の企画「キス我慢選手権」に出演。
2007年の契約消化後もリリースを続け、同年6月にはマキシングで、8月にはエスワンでセルデビュー。同年の「MOODYZ年末大感謝祭2007」で『ハイパー×ギリギリモザイク×4時間 ハイパーギリギリモザイク みひろ』が最優秀作品に選ばれる。女優賞では吉沢明歩に次ぐ2位に選出される。2010年6月にヌードおよびAV女優を引退。以降、タレント、女優として活動。
2015年5月19日に俳優の下川真矢と入籍し、2018年に離婚。

### 恵比寿マスカッツ
2008年4月から2010年3月まで、恵比寿マスカッツのメンバーとして『おねがい!マスカット』および後継番組『おねだり!!マスカット』に出演。
2017年10月4日、『恵比寿マスカッツ横丁!』の放送開始に伴い恵比寿マスカッツ1.5に加入。2022年8月13日に恵比寿ザ・ガーデンホールにて開催された『第2世代 恵比寿マスカッツ 真夏の卒業式』をもって、恵比寿マスカッツ（第2世代）を卒業。

### YouTube
2019年4月26日、YouTubeにて『GOLFわでしこ』の配信を開始。クリエイターとしてLady-Oh!に所属し、Lady-Oh!の運営元が運営するEXスポーツ＆バラエティでも放送されている。同年9月には韓国人向けのYouTubeチャンネル『미히로TV（みひろTV）』を開設。2021年3月4日に『みひろTV』をリニューアルする形で新チャンネル『mihiroom』を開設。2021年3月16日に新宿二丁目の住人「おかみ」と共にYouTubeチャンネル『みひろtoおかみ』の配信を開始。2021年12月30日付で『みひろtoおかみ』のチャンネル名を『みひろの素』に変更。

### 改名以降
2021年5月19日に女優としての芸名を「金子みひろ」に改名することを発表。タレント・歌手としては「みひろ」名義を継続。同年10月7日に北とぴあ つつじホールで単独ライブ『みひろ 2021 Autumn LIVE』を開催。
2022年1月28日、新型コロナウイルス感染を公表。同年2月26日に吉沢明歩、麻美ゆまをゲストに迎え、自身のデビュー20周年を記念した『みひろ 20周年 SPECIAL LIVE』を横浜ベイホールにて開催。
2022年10月12日 - 16日にテアトルBONBONで上演の劇団「崖っぷちウォリアーズ」第7回公演『ゼッタイ、幸せになってやる!!』で、舞台初主演を務めた。
2025年7月14日、滋養サプリメント「RIDEN」（KENSHOU株式会社）の公式アンバサダーに就任。

## 出演

### バラエティ番組
- 登龍門F 音箱登龍門（2004年、フジテレビ）
- すすきの天国 よるたまZ（2005年 - 2016年、テレビ北海道） - コーナーレギュラー。「北海道"うまいっしょリポート"なまらっ!!満腹女神」、MAN-ZOKUディーバとして。『武井壮とマンゾクディーバの新よるたま』と改題後もレギュラー出演。
- ゴッドタン「キス我慢選手権」（2005年12月16日・23日・2007年1月4日・9月5日・2008年8月6日・2010年1月3日、テレビ東京）
- 今年も生だよ!芸人集合 2006年最も売れる吉本No.1伝説〜やりすぎておめでとう〜（2006年1月1日、テレビ東京）
- みっひーHOUSE（2006年4月 - 2007年3月、エンタ!371） - 共演：糸矢めい
  - みっひーランド（2007年4月 -2016年4月 、エンタ!371・エンタ!959） - 共演：糸矢めい、かすみ果穂、七海なな。月1回放送。
  - 新みっひーランド みひなな食堂（2016年5月 - 2024年1月、エンタ!959） - 共演：七海なな。月1回放送。レギュラー出演中。 ※後述のDMMオンラインサロン配信へ移行。
- パチンコバスターズTV（2006年、TVQ九州放送）
- ピィース!（2006年、テレビ西日本） - 不定期金曜日
- 女又力くん（2006年、テレ玉・チバテレビ）- 毎週土曜
- ドM時デスョ!（2007年）
- おねがい!マスカット（2008年4月7日 - 2009年3月30日、テレビ東京）
- 志村けんのだいじょうぶだぁ（フジテレビ）
  - 豪華秋の爆笑SP（2008年10月28日）
  - バラエティー50周年記念!（2009年6月2日）
  - 冬のスペシャル（2010年2月16日）
  - 笑わせちゃうぞ!!スペシャル（2010年6月9日）
  - 暑さ忘れて大爆笑 暑いの暑いのとんでいけー!スペシャル（2010年9月7日）
  - バレンタインプレゼントスペシャル（2011年2月8日）
  - 笑顔でがんばろうスペシャル（2011年9月6日）
  - 残暑お見舞い申し上げますSP（2013年9月3日）
  - 春休みSP（2014年3月25日）
  - SP（2014年6月17日）
  - 夏祭り大爆笑SP（2016年8月3日）
- むちゃぶり!（2008年12月17日、TBS）
- 志村けんのバカ殿様（フジテレビ）
  - 2009年の初めはバカ笑い!特大版（2009年1月8日） - 水着美女
  - 桜も満開!笑いも満載!70回スペシャル（2009年4月9日） - 以降、腰元でレギュラー出演。
  - 秋!笑いの祭典スペシャル（2009年10月6日）
  - 初笑い!時代劇スペシャル（2010年1月7日）
  - 桜満開スペシャル!!（2010年3月24日）
  - お待たせしました!!秋の大爆笑スペシャル（2010年9月30日）
  - 新春!笑いの福袋大放出スペシャル（2011年1月6日）
  - がんばろう日本スペシャル（2011年10月6日）
  - 初笑い!家族そろって大爆笑スペシャル!!（2013年1月11日）
  - みんな大集合スペシャル（2018年6月）傑作選
- おねだり!!マスカット （2009年4月6日 - 2010年3月29日、テレビ東京）
- 今夜もドル箱（2009年5月12日、テレビ東京） - 小林恵美と共にゲスト
- 桃のふくらみ（MONDO21）
- 高設定を掴め!!パチスロ格付けバトル（MONDO21）
- ビ〜チ9（2009年9月、テレ玉） - 範田紗々と共にゲスト
- 志村けんの激ウマ列島 ふれあいの旅（テレビ朝日） 
  - 第12弾（2009年12月13日） - 小林恵美と共にゲスト
  - 第13弾（2010年12月12日） - 磯山さやか、手島優と共にゲスト
  - 第14弾（2012年3月25日） - 原幹恵と共にゲスト
  - 第15弾（2013年3月17日） - ゲスト
- ビートたけしのもう1回だけ見ちゃいけないTV（2009年12月28日、TBS）
- おもいッきりPON!（2010年2月12日、日本テレビ）

恵比寿マスカッツの他のメンバー（蒼井そら、Rio、吉沢明歩、麻美ゆま）と出演。
- キャンパスナイトフジ（2010年2月19日・3月12日、フジテレビ）

恵比寿マスカッツの他のメンバー（蒼井そら、Rio、吉沢明歩、麻美ゆま　他）と一緒に出演。
- ヨンぶんのイチじかん（2010年4月 - 12月、テレ玉 / 2011年1月 - 6月、TOKYO MX）
- そこツボ（2010年4月 - 2011年3月、チバテレ・TOKYO MX）
- かすみレディオ（エンタ!371） - 不定期出演
- ヴィーナス・フューチャー（2010年、エンタ!371）
- 姫姫旅行 〜Princess×Princess to Lip〜（2010年7月、福島中央テレビ）
- みひろラボ （2010年9月、cute365） - 共演：エンドケイプ
- アリなし〜アリケン★ゴールデンスタジアム〜（2010年11月27日、テレビ東京）
- 金賀新年!景気がよくなる新年会〜合言葉は“すきやねん大阪!”“すきやねんお金!”SP〜（2010年12月31日、関西テレビ）
- カキューン!!「笑い飯の視聴率グーン」（2011年1月13日・20日、関西テレビ）
- そこウサ（2011年4月 - 2012年12月、チバテレ・TOKYO MX）
- 妄想ガールズコレクション（2011年4月22日・6月10日・30日、関西テレビ）
- みひろと○○芸人（2011年5月8日 - 9月、TOKYO MX）
- パチ×スロコロシアム （2012年 - 、テレビ愛知）
- セクシー女優総選挙（エンタ!371・エンタ!959） 
  - 第1回（2011年11月） - 共演：糸矢めい、かすみ果穂、七海なな、希志あいの、希崎ジェシカ
  - 第2回（2012年4月） - 共演：糸矢めい、かすみ果穂、七海なな、希志あいの、初音みのり
  - 第3回（2012年9月） - 共演：糸矢めい、かすみ果穂、七海なな、希志あいの、希崎ジェシカ、西野翔、安藤あいか
  - 第4回（2013年2月 、エンタ!959） - 共演：糸矢めい、かすみ果穂、七海なな、希志あいの、希崎ジェシカ、初音みのり、小島みなみ、成瀬心美
- イメ☆パラ（2012年、MONDO TV[18]）
- 志村劇場（2012年7月4日 - 2013年3月、フジテレビ）
- 真っ裸AVナイト（2012年10月4日 - 7日、BSスカパー!） - スピードワゴンと共にMC
- めちゃ×2イケてるッ! 厄よけに開運に初笑いなんて日だスペシャル （2013年1月5日 、フジテレビ）
- 真夜中のおバカ騒ぎ!（2013年4月 - 2023年4月、チバテレ・TOKYO MX・マシェバラ） - 原口あきまさと共にMC
- みひろのウ・ラ・ド・リ（2013年5月、エンタ!959） - 共演：糸矢めい、かすみ果穂、七海なな
- Happy Amusement 満天パチランド（2013年6月 - 、チバテレ・テレ玉） - 範田紗々、時東ぁみらと交互に「魅せチャイナ」コーナーに不定期出演。
- おとなの子守唄（2013年8月、サンテレビ） - 「白雪姫と8人のホスト」コーナー・マンスリーゲスト
- みひろのパチ×スロメガクイーン〜セクシー軍団に女王の座は渡さない!〜（2013年11月1日 - 、テレビ愛知）
- オンナの解放区（2015年5月1日・8日、BSジャパン）
- 36時間かすみ果穂＆上原亜衣引退特別編成（2016年4月16日、エンタ!959）
  - みっひーランド かすみ果穂卒業式
  - みっひーランド かすみ果穂卒業旅行完全版
- マスカットナイト（2015年11月4日・11日、テレビ東京）
- 恵比寿マスカッツ横丁! （2017年10月5日 - 12月28日、テレビ東京） - 前述の通り、恵比寿マスカッツ1.5のメンバーとしてレギュラー出演。
- GOLFわでしこ（2019年 - 、EXスポーツ＆バラエティ） - レギュラー
- カケコミバーゴルフ19番ホール（2019年 - 、EXスポーツ＆バラエティ） - レギュラー
- 湯らり鉄道 女子ふたり旅（2020年6月、BSスカパー!）
- みひろのギリコン（2020年10月29日 - 、刺激ストロングチャンネル）
- 大久保佳代子のずたぼろゴルフ（2023年3月28日・4月10日、スポーツライブ+） - 共演：大久保佳代子、野呂佳代
- 密会×芸人（2024年12月10日、テレビ朝日）[19]
- 私の神客 紹介します（2025年7月3日、テレビ朝日）[20][21][22][23]
- クイズ!脳ベルSHOW（2025年7月7日・14日、BSフジ）[24][25]

### テレビドラマ
- 特命係長 只野仁 2ndシーズン（2005年、テレビ朝日）第12話 - 安田美香 役
- 2ndハウス（2006年1月 - 3月、テレビ東京） - 千葉かすみ 役
- のぞき屋（2007年、テレビ東京） - 樋口奈美 役
- ティッシュ （2007年4月 - 6月、テレビ朝日・土曜ミッドナイトドラマ） - 三枝夏美 役
- 新宿スワン （2007年8月18日、テレビ朝日・土曜ミッドナイトドラマ）第1話 - 高橋美由紀 役
- 韓国語学堂 第3話「可愛かったり、致命的だったり」（2009年8月7日、韓国tvN） - 本人 役

「誘惑の語学スクールinソウル」としてDVD化
- 歌セラ 第1回「男たち」（2010年、北海道放送・テレビユー山形・東北放送・大分放送）
- 龍馬伝 第45話（2010年11月7日、NHK総合テレビほか） - 芸者 役
- 秘密（2010年11月26日、テレビ朝日）第7話 - ソープ嬢 役
- DO!深夜「クレーム美容室」（2011年2月20日、フジテレビ） - 磯川美加 役
- めしばな刑事タチバナ 第8話（2013年6月5日、テレビ東京） - 吉岡ゆかり 役
- アラサーちゃん 無修正（2014年7月 - 9月、テレビ東京） - ゆるふわちゃん 役
- 太鼓持ちの達人〜正しい××のほめ方〜 第4話（2015年2月2日、テレビ東京） - 鎌田麻衣 役
- 3Bの恋人（2021年1月10日 - 3月14日、朝日放送テレビ） - 杉崎 役[26]
- 東京愛情動作故事 東京アンダーヘア（2023年8月19日、9月2日、myTV SUPER） - 永野泰母親 役[27]

### ラジオ番組
- パコパコ☆イカnight（文化放送）
- 品川近視クリニックpresentsプレラジ（2010年12月、ラジオ日本）
- 髭男爵　ルネッサンスラジオ（2019年12月、文化放送）

### インターネット番組

#### バラエティ・情報
- 土曜の夜は尻上がり!「ピーチゃんねる」（2016年7月16日 - 2018年7月1日、AbemaSPECIALチャンネル）
- 今夜、釈明しますm(_ _)m  慰謝料1億円&8股疑惑を釈明&追及SP（2017年4月30日、AbemaGOLDチャンネル）[28][29]
- 真夏の濡れ濡れビンカン学校（2017年7月22日、24日、AbemaTV） - 保健室の先生
- 恵比寿マスカッツ 1.5 真夜中のワイドショー（2017年11月9日 - 、AbemaTV）
- 邪道だらけの夜の大運動会2018（AbemaTV AbemaSPECIAL2、2018年4月30日 - 5月1日）
- 矢口真里の火曜The NIGHT （2020年9月2日、12月2日[30]、ABEMA）
- ココロミタス（2021年11月5日 - 2022年4月22日、YouTube・同番組公式チャンネル） - MC　共演：サムギョプサル和田（あやまんJAPAN）
- 恋するアテンダー（2023年1月11日・4月5日、ABEMA） - バッドナイス常田のピッタリさん[31][動 3][動 4]
- マッドマックスTV 論破王（2023年2月7日・28日[注 6]・3月7日、ABEMA）[32][33][34]
- BAZOOKA!!! シーズン2「禁断!?エキストラのクセ演技×一流俳優 奇跡のコラボ」（2023年4月22日、ABEMA）
- 新みっひーランド みひなな食堂（2024年2月2日 - 、DMMオンラインサロン・エンタちゃん放送局）[35]

#### 配信ドラマ
- 全裸監督 シーズン2 第5話「崩壊」（2021年6月24日、Netflix） - SM嬢 役

### 映画
- 水に棲む花（2005年・後藤憲治監督、『水に棲む花』製作委員会）
- ファミリー・レストラン（2006年）
- 檻 Prison Girl （2006年）
- 残酷飯店（2007年、GPミュージアムソフト） - 主演
- LOVE RUNS FASTER THAN BLOOD（2007年・北川英樹監督） - 主演
- 桃香クリニックへようこそ（2008年、エースデュースエンタテインメント）
- SR サイタマノラッパー（2009年・入江悠監督） - 小暮千夏 役
- 呪怨 白い老女（2009年・三宅隆太監督） - 種村千穂 役
- サムライプリンセス 外道姫（2009年・梶研吾監督） - 胡蝶 役
- nude（2010年9月18日・小沼雄一監督） - 先輩AV女優 役 ※後述のように原作も担当。
- ランニング・オン・エンプティ（2010年・佐向大監督） - アザミ 役
- ゴッドタン キス我慢選手権 THE MOVIE（2013年・佐久間宣行監督） - みひろ 役
- デンサン（2017年・金森正晃監督） - 粟島佐智子 役
- 失恋科（2019年・長谷川徹監督、無限の猿定理） - 桐島真理子 役
- 暗号少女－瀬名奈月の事件簿－（#1：2022年2月12日 / #2：同年4月17日・諸江亮監督、アイエス・フィールド） - 華恋 役
- Grand Guignol グランギニョール（2022年10月28日・橋本一監督、株式会社TIME） - 竹之宮雪美 役 ※R18+指定[36][37][38]
- 不倫ウイルス（2022年10月28日・長谷川徹監督、無限の猿定理） - 桐島真理子 役[39]
- ある日、ある女。（2023年5月20日[注 7]・光平哲也監督） - 主演・沢松優子 役 ※R15+指定[40][41]
- 18歳のおとなたち（2023年12月2日、佐藤周監督、レイワジャパン）[42][43]

### オリジナルビデオ
- ザ・痴漢ネット6（2003年4月25日、ジーピー・ミュージアム） - Vシネマデビュー作
- まいっちんぐマチコ先生 Let's! 臨海学校（2003年9月22日、TMC）
- 平成セクハラ武士道 たそがれ助兵衛（2004年1月22日、TMC）
- 着エロの女 KARINA（2004年、GPミュージアム）
- ゾンビ自衛隊（2005年4月25日、GPミュージアム） - ひとみ 役
- スケパン刑事 バージンネーム＝諸見栄サキ（2006年11月12日、TABOO7）
- 水着スパイ（2007年、オルスタックピクチャーズ）
- 残酷飯店（2008年、GPミュージアム）
- 桃香クリニックへようこそ （2008年9月19日、 エースデュースエンタテインメント）
- 072戦隊Gレンジャー（2010年6月18日、GPミュージアム）- シン 役
- 打撃女医サオリ 一発殴（や）らせて（2011年1月20日、バップ）- 主演[44]
- ざんねんなこ、のんちゃん。セーラー服トラウマ日記（2011年1月20日、バップ）- 主演
- 揺れる電車の中で 豪華特集 6枚組（2014年7月4日、GRASSOC）

### 舞台
- 志村魂4（2009年）
- ロイヤルホ☆ト（2010年）
- 志村魂－初午の日に－（2010年）
- ベニバラ兎団 vol.4『Cabaret カルチェ・ラタン! 1950』（2010年9月）
- 志村魂6－初午の日に－再び!（2011年）
- Ask『どんでん』（2012年1月18日 - 22日、シアターサンモール）
- 志村魂9（2014年）
- 朗読劇『星の王子さま』（2022年9月7日・8日・10日、品川・六行会ホール）- 花 役 ※4公演に出演[45]
- 崖っぷちウォリアーズ 第7回公演『ゼッタイ、幸せになってやる!!』（2022年10月13日 - 16日、中野・テアトルBONBON）- 主演[注 5][46]
- ベニバラ兎団 Talk & Improvisation Show ☆ Halloween SP !『MiX JUiCE』vol.1（2022年10月29日・30日、赤坂CHANCEシアター）[47][48]

### 音楽活動
- SEXY-J
- 『かすみひろなな1夜限りの結成ライブ』（2016年4月8日、恵比寿creato）共演：かすみ果穂、七海なな
- 『七海なな デビュー10周年記念TALK & LIVE ～Always with you～』（2017年10月29日、東京カルチャーカルチャー）ゲスト：色紙美優 / 大和姫呂未 / Ganmi / 白石茉莉奈 / 長瀬麻美 / みひろ / 麻雅庵（出演順）
- 『みひろ 2021 Autumn LIVE』（2021年10月7日、北とぴあ つつじホール）[49][50][動 1]
- 『みひろ 20周年 SPECIAL LIVE』（2022年2月26日、横浜ベイホール）ゲスト：吉沢明歩、麻美ゆま[51][52][動 2]
- 『みひろ SPECIAL LIVE Vol.2』（2022年5月28日、横浜ベイホール）ゲスト：麻美ゆま / MC：原口あきまさ[53][54]

### イベント
- FUKUSUKE FESTIVAL（2016年10月10日、あてま高原リゾート）- MC
- TOKYO IDOL FESTIVAL 2018「TIFもハジける!スパークリングNIGHT!!」（2018年8月3日）- イジリー岡田と共にMC
- 映画『暗号少女－瀬名奈月の事件簿－#1』プレミアムイベント（2022年2月12日、光塾 common contact 並木町）
- 映画『暗号少女－瀬名奈月の事件簿－#2』プレミアムイベント（2022年4月17日、光塾 common contact 並木町）
- みひろ×蒼井そら 20th Anniversary Lunch Time Show（2022年6月25日、ラドンナ原宿）
- フレッシュ Summer Fes!!（2022年9月25日、しらこばと水上公園） - シャバダバふじと共にスペシャルMC[55][56][57]
- LADY MADONNA 拡大版 2024（2024年11月21日、川崎 CLUB CITTA'）- イベントのMCとして出演[58]。

### CM
- トレンド書店 - イメージキャラクター（シングル「ヒマワリ」がテーマ曲）
  - 「やっぱ専門店!!」編 - 加藤鷹と共演
  - 「ホントはドコ行くの!?」編
- ラムタラ
- 未来書房
- コンコルド
- オカモト - 同社製品、コンドーム及びビデの推進キャラクター[59]
- 金氏高麗人参 男の健食（2019年）
- KENSHOU株式会社「RIDEN」 - 公式アンバサダー（2025年）[17]

### バラエティービデオ
- ゴッドタン〜キス我慢選手権〜（2007年7月18日、テレビ東京・ポニーキャニオン） - 共演:劇団ひとり、おぎやはぎ、バナナマン、かすみ果穂、成松慶彦
- ゴッドタン〜キス我慢選手権レジェンド&限界突破!7本の傑作たち〜（2008年10月15日）
- ゴッドタン〜キス我慢選手権フォーエバー〜（2010年1月27日）
- ゴッドタン「キス我慢選手権ファイナル」（2010年9月8日）
- おねがい!マスカット〜アハハ編〜（2009年12月2日）
- おねがい!マスカット〜ウフフ編〜（2010年1月6日）
- かすみレディオVOL.8（2010年9月18日、つくばテレビ、PinkBigPig）
- かすみレディオ ベストセレクション（2011年8月3日、ポニーキャニオン）
- かすみレディオ 番外編 イン ラスベガス（2013年8月21日、ポニーキャニオン）
- 姫姫旅行 みひろ×かすみ果穂 バルセロナ編（2010年10月6日、ポニーキャニオン）
- みっひーランド1 - 3（2011年8月3日、ポニーキャニオン） 
  - みっひーランド4 - 6（2011年12月21日、ポニーキャニオン）
  - みっひーランド7 - 9（2012年7月18日、ポニーキャニオン）
  - みっひーランド10 - 12（2013年1月16日、ポニーキャニオン）
  - みっひーランド13（2013年9月18日、ポニーキャニオン）
  - みっひーランド ロス☆ラスベガスの旅 前編（2013年9月18日、ポニーキャニオン）
  - みっひーランド ロス☆ラスベガスの旅 後編（2013年9月18日、ポニーキャニオン）
  - みっひーランド かすみ果穂卒業旅行（2016年、つくばテレビ）
- みひリナのヨンイチ Vol.1、2（2011年10月26日、メディアファクトリー） - 共演：瑠川リナ[60]
- 姫姫旅行 presents 「みひろのウ・ラ・ド・リ」ロサンゼルス編（2013年5月15日、ポニーキャニオン）
- かすみレディオ26（2016年、つくばテレビ）
- みひなな食堂（つくばテレビ）
  -     1. （2017年）かすみ果穂、卒業式前編。
    2. （2017年）かすみ果穂、卒業式後編。
    3. （2018年）部屋飲み等、未公開映像も。

### ミュージック・ビデオ
- SKELT 8 BAMBINO 「What's Love? feat.SoulJa」 - ジャケットモデルおよびPV出演

### ゲーム
- 龍が如く（2005年12月8日、セガ） - 声:マイ
- やわ肌英語塾 ちょっとだけよ〜（2005年12月9日、GBTピクチャーズ） - PSP
- みひろのやわ肌英語塾（DVDPG）（2005年12月9日、GBTピクチャーズ）
- みひろのSEXYカジノゲームGOLD RUSH（PSP）（2006年9月22日、GBTピクチャーズ）
- オールスター野球拳（PSP）（2006年12月14日、GBTピクチャーズ）
  - オールスター野球拳ブルーレイディスク（2006年12月14日、GBTピクチャーズ）
- 恋愛アドベンチャーゲームLOVE×KISSゆあとみひろとどきどきデート ポータブル（PSP）（2007年3月22日、GBTピクチャーズ）
  - 恋愛アドベンチャーゲームLOVE×KISSゆあとみひろとどきどきデート ハイビジョンブルーレイディスク（2007年3月22日、GBTピクチャーズ）
- 桃色・妹野球拳ポータブル（PSP）（2008年6月26日、GBTピクチャーズ、グラッツコーポレーション）
  - 桃色・妹野球拳（DVDPG）（2008年6月26日、GBTピクチャーズ、グラッツコーポレーション）

### 携帯サイト
- アイドルがイッパイ （アイパイ）
- 関根・天野のビンビン王子の逆襲（BeeTV）（2010年8月 - ）

## 作品

### 音楽CD
- ヒマワリ (2004年10月20日、DREAM ROBOT) - トレンド書店タイアップ
- エロカワ☆トランス〜みひろのひみつ〜 (2007年4月25日、インディーズ・メーカー)
- きみとそら (2008年2月20日、マーメイドキッス)
- ヴィーナス/天使の誘惑 (2008年6月3日、アスタエンタテインメント販売元ユニバーサルミュージック) - ※みひろ with ANGEL & VENUS 名義（原曲：ヴィーナス）
- バナナ・マンゴー・ハイスクール/12の34で泣いて with 涙四姉妹 (2010年2月17日、ユニバーサルミュージック)

『おねだり!!マスカット』の「恵比寿マスカッツ」メンバーの一員として。
- わたしの両極端 (2011年1月20日、バップ )

VAPのオリジナル映像コンテンツシリーズ“東京思春期”の第1弾作品2タイトル「打撃女医サオリ一発殴らせて」「ざんねんなこ、のんちゃん。セーラー服トラウマ日記」の主題歌を含む。
- Happy Birthday/Dearest (2011年5月19日、Fillmore RECORDS)
- 今すぐkiss me(2015年、FIRST MUSIC)

### イメージビデオ
- 夢 みひろ19歳（2002年6月、英知出版） - 1stビデオ（VHS）
- みひろどりーむ（同上） - 1stビデオ（DVD）
- digi+KISHIN DVD アカルイハダカ（2003年9月18日）
- はだかTV / みひろ（2003年11月、つくばテレビ）
- 裸体 / みひろ（2004年4月25日、シャッフル）
- NIM的製品×みひろ（2004年8月、N・I・M）
- みひろ（2004年12月31日、マックス・エー）
- 3165 (みひろGO!)（2005年4月23日、バウハウス）
- らぶぱら/みひろ（2006年5月21日、竹書房）
- MIHIRO（2009年6月11日、REbecca(レベッカ)）
- みひろ retour（3D&2D Blu-ray）（2010年12月24日、ポニーキャニオン）

### アダルトビデオ
2005年
- Little Angel みひろ（1月28日、アリスJAPAN） - AVデビュー作
- みひろ Super☆Star（2月21日、マックス・エー）
- Love Dreamer（3月25日、アリスJAPAN）
- キッチュ（4月22日、マックス・エー）
- 女子校生性春の忘れもの みひろ（5月27日、アリスJAPAN）
- Max Cafeへようこそ!みひろ（6月28日、マックス・エー）
- アダルトメルヘン やらしい時間の国のみひろ （7月29日、アリスJAPAN）
- みひろ 妹の秘密（8月22日、マックス・エー）
- みひろスペシャル（9月16日、サクセス・ビデオ・コミュニティ）
- エロスの悪夢 みひろ（9月30日、アリスJAPAN）
- ミヒロイズム〜素顔の私〜（10月21日、マックス・エー）
- 可愛いナースのセックスセラピー（11月25日、アリスJAPAN）
- DVD みひろのやわ肌英語塾（12月16日、グラスワンソフトウェア）
- MAX airlineへようこそ!みひろ（12月30日、マックス・エー）
- アリスJAPAN2006（12月30日、アリスJAPAN）

2006年
- 女尻 みひろ（1月27日、アリスJAPAN）
- みひろ 愛・DOLL（2月24日、マックス・エー）
- 可愛い女子校生の家庭教師 みひろ（3月31日、アリスJAPAN）
- 揺れる電車の女 -指先の誘惑、尻の背徳-（4月5日、ビーエムドットスリー）
- ウェルカム マックスソープ!!みひろ（4月21日、マックス・エー）
- みひろスペシャル2（5月16日、サクセス・ビデオ・コミュニティ）
- 風俗でみひろとしたいっ!みひろ（5月26日、アリスJAPAN）
- ゴスロリセレクション みひろ（6月29日、マックス・エー）
- 熱帯夜 みひろ（7月28日、アリスJAPAN）
- 大奥 淫の乱 花びら燃ゆ（7月14日（R-15） / 7月28日（R-18）、マックス・エー） - 共演:吉沢明歩、風間恭子、みずなあんり、紫彩乃、華沢レモン、海老原しのぶ、宮地奈々
- 大奥 蕾の乱 明日への契り（8月17日（R-15） / 8月31日（R-18）、マックス・エー） - 共演:吉沢明歩、みずなあんり、白鳥るり、しのざきさとみ、華沢レモン、風間恭子、海老原しのぶ、宮地奈々
- みひろのSEXYカジノゲーム GOLD$（9月22日、グラッツコーポレーション）
- 顔にもかけたくて!（9月29日、アリスJAPAN）
- 淫口（10月28日、マックス・エー）
- みひろスペシャル4（11月15日、サクセス・ビデオ・コミュニティ）
- OLの片想い（11月30日、アリスJAPAN）
- 淫蟲の森（12月29日、マックス・エー）

2007年
- みひろBEST LOVE SELECTION 1st season（1月19日 アリスJAPAN）
- アニコスJAPAN（1月26日、アリスJAPAN）
- MAX GIRLS 花びら大回転（2007年2月16日 、マックス・エー） - 他出演:吉崎直緒、天海麗、熊田夏樹、渚
- 制服狩り（2月28日、マックス・エー）
- 妄想オナニスト（3月30日、アリスJAPAN）
- UREKKO みひろ（4月20日、マックス・エー）
- MAX GIRLS 突アゲ突ヌケ大回転（4月20日、マックス・エー） - 他出演:吉崎直緒、前嶋美歩、恋小夜、渚
- みひろ BEST LOVE SELECTION 2nd season（5月18日、アリスJAPAN）
- 真性アイドル中出し解禁!!（5月25日、アリスJAPAN）
- MAX GIRLS 完全撮り下ろし! ヨガリまくり8人（6月15日、マックス・エー） - 他出演:柚木ティナ、若菜ひかる、恋小夜、渚、吉崎直緒、美上セリ、橘くらら
- 最終章 みひろ（6月29日、マックス・エー）
- みひろ解禁（7月1日、マキシング） - セルデビュー作
- ハイパー×ギリギリモザイク×4時間 ハイパーギリギリモザイク（8月19日、エスワン）
- SUPER★RIDER こんな女に乗られてみたい!（9月16日、マキシング）
- アリスピンクファイル あの新基準モザイクで魅せる! みひろ（10月19日、アリスJAPAN）
- ハイパー×ギリギリモザイク 学校でセックスしよっ みひろ（10月19日、エスワン）
- SEXY&COLORS FUCKIN’STYLE みひろ（11月16日、マキシング）
- ハイパー×ギリギリモザイク みひろはアナタのいいなり玩具 みひろ（12月19日、エスワン）

2008年
- みひろがたっぷり淫語でイカせてあげる。（1月16日、マキシング）
- ハイパー×ギリギリモザイク みひろの濃厚なセックス見せてあげる みひろ（2月19日、エスワン）
- イイ女の限界ベロちゅうトランスFUCK みひろ（3月16日、マキシング）
- ハイパー×ギリギリモザイク 無限絶頂!激イカセFUCK みひろ（4月19日、エスワン）
- SUPER RIDER みひろ こんな女に乗られてみたい! Hi-Vision特別編（4月25日、ブルーレイディスク マキシング）
- イッてみよ! みひろ先生の裏口おま●こ集中レッスン（5月16日、マキシング）
- ハイパー×ギリモザ ものすごい顔射 みひろ（6月19日、エスワン）
- 汗かけ!潮吹け!!SPORTS☆ゲリラ Vol.3（7月16日、マキシング）
- 完全限定生産×ハイモザver2.1 ハイパーギリモザMV（8月19日、エスワン）
- みひろは俺の嫁。叶え!この愛あるFUCK!!（9月16日、マキシング）
- ギリモザ 20コスチュームでパコパコ!（10月19日、エスワン）
- ギリモザ 絶叫！ビッグマグナムFUCK（12月19日、エスワン）

2009年
- ギリモザ めぞんTSUBAKI S1女優と24時間セックスざんまい!（1月7日、エスワン） - 共演:吉沢明歩、麻美ゆま、Rio、佐山愛、相内リカ、あのあるる、かすみりさ、初音みのり
- 風俗ちゃんねる 10（1月16日、マキシング）
- レイプ×ギリモザ 犯された女教師（2月19日、エスワン）
- 美少女コレクターMAXING2008 2008年度マキシング女優24人全部見せます!（3月16日、マキシング） - オムニバス作品。他出演:桜井あみ、美上セリ、乙音奈々、吉沢明歩、紺野美奈子、高嶺さゆり、灘坂舞、さとうはるな、前嶋美歩、一色さくら、春乃花音、クリス小澤、間宮怜子、水元ゆうな、稲森しほり、かすみ果穂、佐山愛、糸矢めい、大沢かな、織原えみ、萩原舞、Ciao、冴嶋ゆき
- 絶対痴女 みひろはドン引きする程のチ●ポ喰い（3月16日、マキシング）
- デビュー作復刻 Little Angel（3月27日、アリスJAPAN）
- ギリモザ 舐めまくり痴女（4月19日、エスワン）
- 犯られまくる淫乱ドM女教師（5月16日、マキシング）
- レイプ×ギリモザ 夫の目の前で犯された若妻（6月19日、エスワン）
- ギリモザ めぞんエスワン別館 イキまくり潮吹き大乱交（6月19日、エスワン） - 共演:吉沢明歩、麻美ゆま、Rio、佐山愛、相内リカ、あのあるる、かすみりさ、初音みのり
- 汚れゆく猥褻未亡人（7月16日、マキシング）
- ギリモザ めぞんエスワン S1女優と24時間セックスざんまい!（7月19日、エスワン -  共演:吉沢明歩、麻美ゆま、Rio、佐山愛、相内リカ、あのあるる、かすみりさ、初音みのり
- ギリモザ 猥褻痴漢（8月19日、エスワン）
- 淫乱感染病棟（9月16日、マキシング）
- 犯られまくる淫乱OL25人（9月25日、マックス・エー） - オムニバス作品。他出演:伊東遥、妃乃ひかり、小泉梨菜、くるみひな、有希ちな、篠崎ミサ、北原多香子、灘坂舞、キヨミジュン、Rio(柚木ティナ)、美上セリ、安藤美沙、夏咲まりみ、朝日奈あかり、椎名ゆな、卯月麻衣、藤崎セシル、小西那奈、希志あいの、黒木アリサ、千堂まゆみ、ほしのみゆ、辻さき、彩音リカ
- 4時間×ギリモザ バコバコ風俗 NO.1指名（10月19日、エスワン）
- オイみひろ、温泉でヤラセロ。（11月16日、マキシング）
- レイプ×ギリモザ 犯された社長秘書（12月19日、エスワン）

2010年
- Girlicious 01 feat.MIHIRO（1月16日、マキシング）
- 最後の一滴までシャブらせて（2月19日、エスワン）
- カラダでのし上がる変態痴女OL みひろ（3月16日 マキシング）
- みひろのひとりハイスクール（4月1日、嵐を呼ぶスーパーガール）
- 真性アイドル全員中出し!!4時間（4月9日、アリスJAPAN） - オムニバス作品。他出演:松島かえで、美上セリ、ほしのみゆ、佐伯奈々
- デリバリー みっひー! みひろ 素人さんのお悩み解決!みひろのモーレツお宅訪問（5月16日、マキシング）
- みっひーチャンネル!（6月16日、マキシング）
- 072戦隊Gレンジャー（6月18日）
- みひろFINAL 最後で最高のイカセ技、全部見せます。（6月19日、エスワン）

### グラビア
- Sweet Evil（2005年2月10日、撮影：マキハラススム）[61]
- プライベートトリップ（2009年12月15日、撮影：マキハラススム）[62]

## 書籍
- nude（2009年5月19日、講談社）ISBN 978-4-06-215449-9

### 写真集
- 夢 追いかけて（2002年7月19日、インフォレスト、撮影：水谷充）ISBN 4-7542-1535-4
- アカルイハダカ（2003年8月、小学館、撮影：篠山紀信）-沢口あすかと共演
- いもうとの一番大切な…（2003年10月、彩文館出版、撮影：斉木弘吉）ISBN 4-7756-0024-9
- M×6（エム・バイ・シックス）（2004年2月、英知出版、撮影：田村浩章、中村誠作、藤田健五、井上武明、馬場ひろし）ISBN 4-7542-1574-5
- diva 10 みひろ（2004年6月、マイウェイ出版）ISBN 4-8613-5054-9
- 3165（みひろGO!）（2005年2月1日、バウハウス、撮影：馬場ひろし）ISBN 4-7788-0303-5
- KARAMI SP 4〈SANWA MOOK〉（2005年4月、三和出版、撮影：井上一真）ISBN 4-7769-0085-8
- みひろ写真集+DVD〈メディアックスムック 275〉（2005年9月、メディアックス、撮影：郡司大地）ISBN 4-8620-1305-8
- らぶぱら（2006年3月、竹書房、撮影：マキハラススム）ISBN 4-8124-2640-5
- ミヒロスタイル!!―みひろ×monocular〈SANWA MOOK〉（2006年8月、三和出版）ISBN 4-7769-0176-5
- みひろ in Spirit〈サブラDVDムック〉（2009年5月29日、小学館、撮影：野村誠一）
- Avion（2010年5月、彩文館出版、撮影：上野勇）
- お2人旅（2010年12月16日、講談社）みひろ×かすみ果穂写真集

### 連載
- みひろの青春カウンセリング（日本ジャーナル出版「週刊実話」）
- みひろのDVDコラム「ウチにおいでよ」（新潮社「週刊コミックバンチ」）
- nude（ヌード）〜ひろみがみひろになった理由（わけ）（講談社MouRa、新堂冬樹プロデュース）
- みひろのほろ酔い晩酌グルメ（2016年 -、日本ジャーナル出版「週刊実話」）[63][64]

### 関連書籍
- nude〜AV女優みひろ誕生物語〜（1）（漫画：オジロマコト、2010年5月6日、講談社）
- nude〜AV女優みひろ誕生物語〜（2）（漫画：オジロマコト、2010年11月5日、講談社）
- 安田理央著「AV女優、のち」（2018年）